# Aulone (Messenia)
Aulone (che significa valle) era il nome di una e probabilmente di una città dell'antica Grecia ubicata in Messenia.

## Storia
Senofonte dice che gli efori Spartani decisero di inviare Cinadone insieme ad alcuni soldati ad Aulone al fine di tornare con un determinato numero di auloni ed iloti, dei quali gli era stato dato uno scitala che comprendeva i nomi di coloro che avrebbero dovuto arrestare. Allo stesso modo avrebbe dovuto portare una donna che si diceva fosse la più bella della città. Tuttavia, tutta questa era una manovra degli efori, per tenere Cinadone lontano da Sparta per poter essere arrestato dai soldati e confessare così i nomi di un certo numero di persone che lo avevano affiancato nella congiura contro Sparta. Alcuni storici moderni, tuttavia, ritengono possibile che questa Aulone non era in Messenia, ma potrebbe essere una Aulone situata vicino a Sparta.
Strabone dice soltanto che Aulone di Messenia era il luogo dove alcuni credevano si trovasse la città di Oluri o Olura.
Pausania la situa alla foce del fiume Neda e dice che vi era un tempio con una statua di Asclepio Aulonio.